# Saison 2014-2015 de l'ECHL
Saison précédente Saison suivante
La saison 2014-2015 est la vingt-septième saison de l'ECHL. La saison régulière se déroule du 17 octobre 2014 au 11 avril 2015 et est suivie par les séries éliminatoires de la Coupe Kelly.

## Saison régulière
Les Wranglers de Las Vegas cessent leurs activités avant le début de la saison alors qu'une nouvelle franchise, le Fuel d'Indy, intègre les rangs de l'ECHL. De son côté, la Ligue centrale de hockey voit trois de ses dix équipes la quitter. Les 7 dernières franchises, les Americans d'Allen, le Beast de Brampton, les Mavericks du Missouri, les Mallards de Quad City, le Rush de Rapid City, les Oilers de Tulsa et le Thunder de Wichita rejoignent pour leur part l'ECHL, faisant passer de 22 à 28 le nombre d'équipes participantes. La ligue se réorganise ensuite pour passer à 4 divisions de 7 franchises. 

### Classements
Les premiers de chaque division obtiennent les deux premières places de leur association ce qui leur permet de rencontrer les équipes les moins bien classées qualifiées pour les séries. Les quatre premières équipes de chaque division sont qualifiées pour les séries éliminatoires.

#### Association de l'Est
| Clt   | Équipe                 | PJ | V  | D  | DP | DF | BP  | BC  | Pts |
| ----- | ---------------------- | -- | -- | -- | -- | -- | --- | --- | --- |
| +001, | Walleye de Toledo      | 72 | 50 | 15 | 5  | 2  | 281 | 182 | 107 |
| +002, | Komets de Fort Wayne   | 72 | 48 | 18 | 2  | 4  | 251 | 200 | 102 |
| +003, | Wings de Kalamazoo     | 72 | 36 | 30 | 3  | 3  | 226 | 233 | 78  |
| +004, | Nailers de Wheeling    | 72 | 37 | 33 | 1  | 1  | 210 | 213 | 76  |
| +005, | Cyclones de Cincinnati | 72 | 31 | 30 | 2  | 9  | 195 | 212 | 73  |
| +006, | Fuel d'Indy            | 72 | 31 | 30 | 4  | 7  | 197 | 221 | 73  |
| +007, | IceMen d'Evansville    | 72 | 15 | 48 | 6  | 3  | 169 | 271 | 39  |

| Clt   | Équipe                          | PJ | V  | D  | DP | DF | BP  | BC  | Pts |
| ----- | ------------------------------- | -- | -- | -- | -- | -- | --- | --- | --- |
| +001, | Everblades de la Floride        | 72 | 49 | 16 | 2  | 5  | 267 | 208 | 105 |
| +002, | Stingrays de la Caroline du Sud | 72 | 45 | 20 | 1  | 6  | 224 | 163 | 97  |
| +003, | Royals de Reading               | 72 | 45 | 21 | 4  | 2  | 259 | 210 | 96  |
| +004, | Solar Bears d'Orlando           | 72 | 37 | 25 | 6  | 4  | 236 | 215 | 84  |
| +005, | Road Warriors de Greenville     | 72 | 39 | 29 | 1  | 3  | 216 | 215 | 82  |
| +006, | Jackals d'Elmira                | 72 | 32 | 33 | 0  | 7  | 186 | 217 | 71  |
| +007, | Gladiators de Gwinnett          | 72 | 20 | 45 | 3  | 4  | 174 | 263 | 47  |

#### Association de l'Ouest
| Clt   | Équipe                | PJ | V  | D  | DP | DF | BP  | BC  | Pts |
| ----- | --------------------- | -- | -- | -- | -- | -- | --- | --- | --- |
| +001, | Americans d'Allen     | 72 | 48 | 14 | 6  | 4  | 292 | 203 | 106 |
| +002, | Rush de Rapid City    | 72 | 37 | 28 | 2  | 5  | 218 | 206 | 81  |
| +003, | Mallards de Quad City | 72 | 37 | 28 | 4  | 3  | 205 | 186 | 81  |
| +004, | Oilers de Tulsa       | 72 | 37 | 29 | 3  | 3  | 248 | 244 | 80  |
| +005, | Thunder de Wichita    | 72 | 32 | 31 | 2  | 7  | 213 | 240 | 73  |
| +006, | Mavericks du Missouri | 72 | 28 | 35 | 5  | 4  | 192 | 231 | 65  |
| +007, | Beast de Brampton     | 72 | 23 | 46 | 3  | 0  | 181 | 298 | 49  |

| Clt   | Équipe                 | PJ | V  | D  | DP | DF | BP  | BC  | Pts |
| ----- | ---------------------- | -- | -- | -- | -- | -- | --- | --- | --- |
| +001, | Steelheads de l'Idaho  | 72 | 48 | 18 | 2  | 4  | 258 | 187 | 102 |
| +002, | Reign d'Ontario        | 72 | 43 | 19 | 4  | 6  | 239 | 184 | 96  |
| +003, | Eagles du Colorado     | 72 | 41 | 23 | 4  | 4  | 236 | 209 | 90  |
| +004, | Grizzlies de l'Utah    | 72 | 37 | 27 | 5  | 3  | 213 | 219 | 82  |
| +005, | Aces de l'Alaska       | 72 | 35 | 30 | 3  | 4  | 237 | 233 | 77  |
| +006, | Condors de Bakersfield | 72 | 26 | 38 | 3  | 5  | 202 | 265 | 60  |
| +007, | Thunder de Stockton    | 72 | 21 | 49 | 1  | 1  | 199 | 296 | 44  |

- En gras et en italique : champion de la saison régulière
- En gras : qualifié pour les séries

### Meilleurs pointeurs de la saison régulière
| Joueur           | Équipe                   | PJ | B  | A  | Pts | Pun |
| ---------------- | ------------------------ | -- | -- | -- | --- | --- |
| Chad Costello    | Americans d'Allen        | 72 | 41 | 84 | 125 | 36  |
| Wade MacLeod     | Steelheads de l'Idaho    | 72 | 38 | 42 | 80  | 94  |
| Jesse Schultz    | Rush de Rapid City       | 70 | 34 | 43 | 77  | 65  |
| Brendan Connolly | Aces de l'Alaska         | 62 | 31 | 46 | 77  | 112 |
| Drew Fisher      | Oilers de Tulsa          | 68 | 18 | 59 | 77  | 36  |
| Jack Combs       | Cyclones de Cincinnati   | 47 | 31 | 45 | 76  | 47  |
| Shawn Szydlowski | Komets de Fort Wayne     | 57 | 38 | 36 | 74  | 50  |
| Tyler Barnes     | Walleye de Toledo        | 71 | 34 | 40 | 74  | 30  |
| Gary Steffes     | Americans d'Allen        | 63 | 44 | 29 | 73  | 59  |
| Adam Brace       | Everblades de la Floride | 71 | 35 | 37 | 72  | 40  |

### Meilleurs gardiens
| Gardien         | Équipe                          | PJ | Min   | V  | D  | DP | DF | BC | BL  | %Arr | Moy  |
| --------------- | ------------------------------- | -- | ----- | -- | -- | -- | -- | -- | --- | ---- | ---- |
| Jeff Jakaitis   | Stingrays de la Caroline du Sud | 37 | 2 176 | 26 | 8  | 1  | 1  | 7  | 71  | 92,4 | 1,96 |
| Parker Milner   | Mallards de Quad City           | 43 | 2 497 | 24 | 14 | 2  | 1  | 2  | 95  | 92   | 2,28 |
| Garret Sparks   | Solar Bears d'Orlando           | 36 | 1 946 | 21 | 7  | 2  | 1  | 5  | 76  | 93,6 | 2,34 |
| Jeff Lerg       | Walleye de Toledo               | 45 | 2 635 | 32 | 9  | 2  | 1  | 4  | 104 | 92   | 2,37 |
| Jussi Olkinuora | Reign d'Ontario                 | 43 | 2 560 | 27 | 9  | 3  | 3  | 1  | 103 | 91,6 | 2,41 |

## Séries éliminatoires
Le vainqueur des séries remporte la Coupe Kelly.
|  | Huitièmes de finale             | Huitièmes de finale             | Huitièmes de finale             | Huitièmes de finale             |                                 |                                 | Quarts de finale | Quarts de finale | Quarts de finale | Quarts de finale |  |  | Demi-finales | Demi-finales | Demi-finales | Demi-finales |  |  | Finale de la Coupe Kelly | Finale de la Coupe Kelly | Finale de la Coupe Kelly | Finale de la Coupe Kelly |
|  |                                 |                                 |                                 |                                 |                                 |                                 |                  |                  |                  |                  |  |  |              |              |              |              |  |  |                          |                          |                          |                          |
|  |                                 |                                 |                                 |                                 |                                 |                                 |                  |                  |                  |                  |  |  |              |              |              |              |  |  |                          |                          |                          |                          |
|  | Walleye de Toledo               | Walleye de Toledo               | 4                               | 4                               |                                 |                                 |                  |                  |                  |                  |  |  |              |              |              |              |  |  |                          |                          |                          |                          |
|  | Walleye de Toledo               | Walleye de Toledo               | 4                               | 4                               |                                 |                                 |                  |                  |                  |                  |  |  |              |              |              |              |  |  |                          |                          |                          |                          |
|  | Nailers de Wheeling             | Nailers de Wheeling             | 3                               | 3                               |                                 |                                 |                  |                  |                  |                  |  |  |              |              |              |              |  |  |                          |                          |                          |                          |
|  | Nailers de Wheeling             | Nailers de Wheeling             | 3                               | 3                               | Walleye de Toledo               | Walleye de Toledo               | 4                | 4                |                  |                  |  |  |              |              |              |              |  |  |                          |                          |                          |                          |
|  |                                 |                                 |                                 |                                 | Walleye de Toledo               | Walleye de Toledo               | 4                | 4                |                  |                  |  |  |              |              |              |              |  |  |                          |                          |                          |                          |
|  |                                 |                                 | Komets de Fort Wayne            | Komets de Fort Wayne            | 3                               | 3                               |                  |                  |                  |                  |  |  |              |              |              |              |  |  |                          |                          |                          |                          |
|  | Komets de Fort Wayne            | Komets de Fort Wayne            | Komets de Fort Wayne            | Komets de Fort Wayne            | 3                               | 3                               | 4                | 4                |                  |                  |  |  |              |              |              |              |  |  |                          |                          |                          |                          |
|  | Komets de Fort Wayne            | Komets de Fort Wayne            |                                 |                                 |                                 |                                 |                  | 4                |                  |                  |  |  |              |              |              |              |  |  |                          |                          |                          |                          |
|  | Wings de Kalamazoo              | Wings de Kalamazoo              | 1                               | 1                               |                                 |                                 |                  |                  |                  |                  |  |  |              |              |              |              |  |  |                          |                          |                          |                          |
|  | Wings de Kalamazoo              | Wings de Kalamazoo              | 1                               | 1                               | Walleye de Toledo               | Walleye de Toledo               | 3                | 3                |                  |                  |  |  |              |              |              |              |  |  |                          |                          |                          |                          |
|  |                                 |                                 |                                 |                                 | Walleye de Toledo               | Walleye de Toledo               | 3                | 3                |                  |                  |  |  |              |              |              |              |  |  |                          |                          |                          |                          |
|  |                                 |                                 | Stingrays de la Caroline du Sud | Stingrays de la Caroline du Sud | 4                               | 4                               |                  |                  |                  |                  |  |  |              |              |              |              |  |  |                          |                          |                          |                          |
|  | Everblades de la Floride        | Everblades de la Floride        | Stingrays de la Caroline du Sud | Stingrays de la Caroline du Sud | 4                               | 4                               | 4                | 4                |                  |                  |  |  |              |              |              |              |  |  |                          |                          |                          |                          |
|  | Everblades de la Floride        | Everblades de la Floride        |                                 |                                 |                                 |                                 |                  | 4                |                  |                  |  |  |              |              |              |              |  |  |                          |                          |                          |                          |
|  | Solar Bears d'Orlando           | Solar Bears d'Orlando           | 2                               | 2                               |                                 |                                 |                  |                  |                  |                  |  |  |              |              |              |              |  |  |                          |                          |                          |                          |
|  | Solar Bears d'Orlando           | Solar Bears d'Orlando           | 2                               | 2                               | Everblades de la Floride        | Everblades de la Floride        | 2                | 2                |                  |                  |  |  |              |              |              |              |  |  |                          |                          |                          |                          |
|  |                                 |                                 |                                 |                                 | Everblades de la Floride        | Everblades de la Floride        | 2                | 2                |                  |                  |  |  |              |              |              |              |  |  |                          |                          |                          |                          |
|  |                                 |                                 | Stingrays de la Caroline du Sud | Stingrays de la Caroline du Sud | 4                               | 4                               |                  |                  |                  |                  |  |  |              |              |              |              |  |  |                          |                          |                          |                          |
|  | Stingrays de la Caroline du Sud | Stingrays de la Caroline du Sud | Stingrays de la Caroline du Sud | Stingrays de la Caroline du Sud | 4                               | 4                               | 4                | 4                |                  |                  |  |  |              |              |              |              |  |  |                          |                          |                          |                          |
|  | Stingrays de la Caroline du Sud | Stingrays de la Caroline du Sud |                                 |                                 |                                 |                                 |                  | 4                |                  |                  |  |  |              |              |              |              |  |  |                          |                          |                          |                          |
|  | Royals de Reading               | Royals de Reading               | 3                               | 3                               |                                 |                                 |                  |                  |                  |                  |  |  |              |              |              |              |  |  |                          |                          |                          |                          |
|  | Royals de Reading               | Royals de Reading               | 3                               | 3                               | Stingrays de la Caroline du Sud | Stingrays de la Caroline du Sud | 3                | 3                |                  |                  |  |  |              |              |              |              |  |  |                          |                          |                          |                          |
|  |                                 |                                 |                                 |                                 | Stingrays de la Caroline du Sud | Stingrays de la Caroline du Sud | 3                | 3                |                  |                  |  |  |              |              |              |              |  |  |                          |                          |                          |                          |
|  |                                 |                                 | Americans d'Allen               | Americans d'Allen               | 4                               | 4                               |                  |                  |                  |                  |  |  |              |              |              |              |  |  |                          |                          |                          |                          |
|  | Americans d'Allen               | Americans d'Allen               | Americans d'Allen               | Americans d'Allen               | 4                               | 4                               | 4                | 4                |                  |                  |  |  |              |              |              |              |  |  |                          |                          |                          |                          |
|  | Americans d'Allen               | Americans d'Allen               |                                 |                                 |                                 |                                 |                  | 4                |                  |                  |  |  |              |              |              |              |  |  |                          |                          |                          |                          |
|  | Oilers de Tulsa                 | Oilers de Tulsa                 | 1                               | 1                               |                                 |                                 |                  |                  |                  |                  |  |  |              |              |              |              |  |  |                          |                          |                          |                          |
|  | Oilers de Tulsa                 | Oilers de Tulsa                 | 1                               | 1                               | Americans d'Allen               | Americans d'Allen               | 4                | 4                |                  |                  |  |  |              |              |              |              |  |  |                          |                          |                          |                          |
|  |                                 |                                 |                                 |                                 | Americans d'Allen               | Americans d'Allen               | 4                | 4                |                  |                  |  |  |              |              |              |              |  |  |                          |                          |                          |                          |
|  |                                 |                                 | Rush de Rapid City              | Rush de Rapid City              | 2                               | 2                               |                  |                  |                  |                  |  |  |              |              |              |              |  |  |                          |                          |                          |                          |
|  | Rush de Rapid City              | Rush de Rapid City              | Rush de Rapid City              | Rush de Rapid City              | 2                               | 2                               | 4                | 4                |                  |                  |  |  |              |              |              |              |  |  |                          |                          |                          |                          |
|  | Rush de Rapid City              | Rush de Rapid City              |                                 |                                 |                                 |                                 |                  | 4                |                  |                  |  |  |              |              |              |              |  |  |                          |                          |                          |                          |
|  | Mallards de Quad City           | Mallards de Quad City           | 3                               | 3                               |                                 |                                 |                  |                  |                  |                  |  |  |              |              |              |              |  |  |                          |                          |                          |                          |
|  | Mallards de Quad City           | Mallards de Quad City           | 3                               | 3                               | Americans d'Allen               | Americans d'Allen               | 4                | 4                |                  |                  |  |  |              |              |              |              |  |  |                          |                          |                          |                          |
|  |                                 |                                 |                                 |                                 | Americans d'Allen               | Americans d'Allen               | 4                | 4                |                  |                  |  |  |              |              |              |              |  |  |                          |                          |                          |                          |
|  |                                 |                                 | Reign d'Ontario                 | Reign d'Ontario                 | 3                               | 3                               |                  |                  |                  |                  |  |  |              |              |              |              |  |  |                          |                          |                          |                          |
|  | Steelheads de l'Idaho           | Steelheads de l'Idaho           | Reign d'Ontario                 | Reign d'Ontario                 | 3                               | 3                               | 2                | 2                |                  |                  |  |  |              |              |              |              |  |  |                          |                          |                          |                          |
|  | Steelheads de l'Idaho           | Steelheads de l'Idaho           |                                 |                                 |                                 |                                 |                  | 2                |                  |                  |  |  |              |              |              |              |  |  |                          |                          |                          |                          |
|  | Grizzlies de l'Utah             | Grizzlies de l'Utah             | 4                               | 4                               |                                 |                                 |                  |                  |                  |                  |  |  |              |              |              |              |  |  |                          |                          |                          |                          |
|  | Grizzlies de l'Utah             | Grizzlies de l'Utah             | 4                               | 4                               | Grizzlies de l'Utah             | Grizzlies de l'Utah             | 1                | 1                |                  |                  |  |  |              |              |              |              |  |  |                          |                          |                          |                          |
|  |                                 |                                 |                                 |                                 | Grizzlies de l'Utah             | Grizzlies de l'Utah             | 1                | 1                |                  |                  |  |  |              |              |              |              |  |  |                          |                          |                          |                          |
|  |                                 |                                 | Reign d'Ontario                 | Reign d'Ontario                 | 4                               | 4                               |                  |                  |                  |                  |  |  |              |              |              |              |  |  |                          |                          |                          |                          |
|  | Reign d'Ontario                 | Reign d'Ontario                 | Reign d'Ontario                 | Reign d'Ontario                 | 4                               | 4                               | 4                | 4                |                  |                  |  |  |              |              |              |              |  |  |                          |                          |                          |                          |
|  | Reign d'Ontario                 | Reign d'Ontario                 |                                 |                                 |                                 |                                 |                  | 4                |                  |                  |  |  |              |              |              |              |  |  |                          |                          |                          |                          |
|  | Eagles du Colorado              | Eagles du Colorado              | 3                               | 3                               |                                 |                                 |                  |                  |                  |                  |  |  |              |              |              |              |  |  |                          |                          |                          |                          |
|  | Eagles du Colorado              | Eagles du Colorado              | 3                               | 3                               |                                 |                                 |                  |                  |                  |                  |  |  |              |              |              |              |  |  |                          |                          |                          |                          |
|  |                                 |                                 |                                 |                                 |                                 |                                 |                  |                  |                  |                  |  |  |              |              |              |              |  |  |                          |                          |                          |                          |

## Récompenses

### Trophées de l'ECHL
| Coupe Kelly :                            | Americans d'Allen                                                          |
| Coupe Brabham :                          | Walleye de Toledo                                                          |
| Trophée Gingher :                        | Stingrays de la Caroline du Sud                                            |
| Trophée Bruce Taylor :                   | Americans d'Allen                                                          |
| Trophée John Brophy :                    | Derek Lalonde (Walleye de Toledo)                                          |
| CCM Meilleur joueur de la Ligue :        | Jeff Jakaitis (Stingrays de la Caroline du Sud)                            |
| Meilleur joueur de la Coupe Kelly :      | Greger Hanson (Americans d'Allen)                                          |
| Warrior Gardien de but de l'année :      | Jeff Jakaitis (Stingrays de la Caroline du Sud)                            |
| CCM Recrue de l'année :                  | Tyler Barnes (Walleye de Toledo)                                           |
| Défenseur de l'année :                   | Mike Little (Everblades de la Floride)                                     |
| Meilleur pointeur :                      | Chad Costello (Americans d'Allen)                                          |
| AMI Graphics Meilleur différentiel +/- : | Drew Daniels (Komets de Fort Wayne) Mike Little (Everblades de la Floride) |
| Meilleur esprit sportif :                | Chad Costello (Americans d'Allen)                                          |
| Prix du service communautaire :          | Cal Wild (Beast de Brampton)                                               |
| Trophée Ryan Birmingham :                | Scott Senger                                                               |

### Équipes d'étoiles
| Position       | Joueur           | Équipe                          |
| -------------- | ---------------- | ------------------------------- |
| Gardien de but | Jeff Jakaitis    | Stingrays de la Caroline du Sud |
| Défenseur      | Mike Little      | Everblades de la Floride        |
| Défenseur      | Matt Register    | Reign d'Ontario                 |
| Attaquant      | Chad Costello    | Americans d'Allen               |
| Attaquant      | Wade MacLeod     | Steelheads de l'Idaho           |
| Attaquant      | Shawn Szydlowski | Komets de Fort Wayne            |

| Position       | Joueur           | Équipe                   |
| -------------- | ---------------- | ------------------------ |
| Gardien de but | Jeff Lerg        | Walleye de Toledo        |
| Défenseur      | Cameron Burt     | Everblades de la Floride |
| Défenseur      | Aaron Gens       | Americans d'Allen        |
| Attaquant      | Adam Brace       | Everblades de la Floride |
| Attaquant      | Brendan Connolly | Aces de l'Alaska         |
| Attaquant      | Gary Steffes     | Americans d'Allen        |

| Position       | Joueur           | Équipe                |
| -------------- | ---------------- | --------------------- |
| Gardien de but | Roman Will       | Komets de Fort Wayne  |
| Défenseur      | Justin Baker     | Americans d'Allen     |
| Défenseur      | Steven Shamanski | Jackals d'Elmira      |
| Attaquant      | Derek Army       | Nailers de Wheeling   |
| Attaquant      | Tyler Barnes     | Walleye de Toledo     |
| Attaquant      | Jason Bast       | Steelheads de l'Idaho |